# Karademirchi Pervyye
Karademirchi Pervyye (azerbajdzjanska: Birinci Qaradəmirçi) är en ort i Azerbajdzjan.   Den ligger i distriktet Bərdə Rayonu, i den centrala delen av landet, 230 km väster om huvudstaden Baku. Karademirchi Pervyye ligger 65 meter över havet och antalet invånare är 1 865.
Terrängen runt Karademirchi Pervyye är platt, och sluttar brant österut. Runt Karademirchi Pervyye är det ganska tätbefolkat, med 129 invånare per kvadratkilometer.. Närmaste större samhälle är Barda, 3,9 km nordväst om Karademirchi Pervyye.
Omgivningarna runt Karademirchi Pervyye är en mosaik av jordbruksmark och naturlig växtlighet.